# 奥古斯特·冯·特罗特·楚·索尔茨

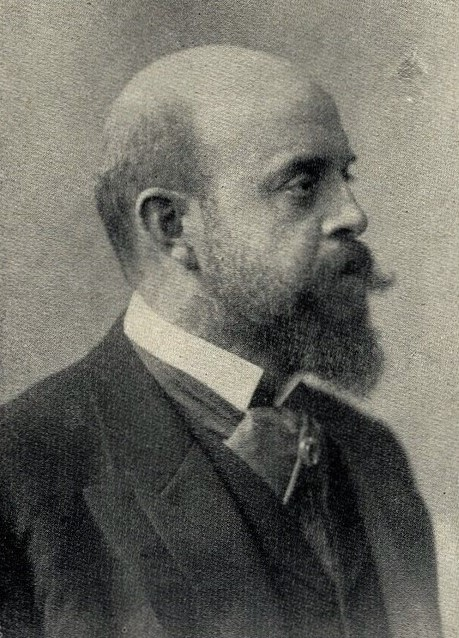
奥古斯特·冯·特罗特·楚·索尔茨

奥古斯特·博多·威廉·克莱门斯·保罗·冯·特洛特·楚·索尔茨（August Bodo Wilhelm Clemens Paul von Trott zu Solz，1855年12月29日—1938年10月27日）是一位德国政治人物。他是弗里德里希·亚当·冯·特罗特·楚·索尔茨的父亲。
索尔茨出生在黑森选侯国，出身于特罗特·楚·索尔茨贵族世家，在1909-1917年间担任普魯士王國文化大臣，组织创建了威廉皇帝学会。